# Lucas de Santa Catarina
Frei Lucas de Santa Catarina (Lisboa, 1660 — Lisboa, 1740) foi um religioso dominicano que exerceu o cargo de cronista da Ordem de São Domingos em Portugal, sucedendo naquele cargo a frei Luís de Sousa. Foi sócio fundador da Academia Real da História Portuguesa e é um dos autores mais curiosos e menos conhecidos da prosa barroca portuguesa. Para além de obras de carácter histórico, em particular de historiografia religiosa, dedicou-se à sátira, escrevendo sob vários pseudónimos.

## Biografia
Frei Lucas de Santa Catarina nasceu em Lisboa no ano de 1660, filho de Páscoa de Mesa e de Manuel de Andrade Barreto, e faleceu na mesma cidade aos 80 anos de idade. Professou a 20 de Abril de 1680 na Ordem dos Pregadores no Real Convento de Benfica, iniciando uma longa vida monástica que faria dele um homem de muitas experiências e um rico testemunho da época.
Com evidentes dotes literários, foi escolhido para suceder a Frei Luís de Sousa como cronista da província dominicana portuguesa, produzindo nessas funções uma obra que intitulou Quarta Parte da História de S. Domingos Particular do Reino e Conquistas de Portugal. Essas funções fizeram dele membro fundador da Academia Real da História Portuguesa, recebendo a incumbência de escrever em língua portuguesa as memórias para a História da Ordem de Malta.
Para além de obras de historiografia religiosa, que foram publicadas no âmbito da Academia Real da História Portuguesa, da qual foi membro fundador, dedicou-se à sátira, escrevendo narrativas burlescas e cartas freiráticas que circularam manuscritas, mas das quais foram feitas numerosas cópias. Nessas obras, não permitidas oficialmente e susceptíveis de censura, assinava com uma variedade de pseudónimos, entre os quais Felis da Castanheira Turacen, um anagrama do próprio nome, Cirurgião da Experiência, Licenciado Nada Lhe Escapa, Doutor Tudo Espreita e Taralhão Mor de Lisboa.
Apesar dos seus escritos licenciosos, foi censor do Desembargo do Paço, assinando a autorização de publicação de diversas obras literárias.

## Obras publicadas
- Quarta Parte da História de S. Domingos, Particular do Reino e Conquistas de Portugal (1733);[5]
- Memórias da Ordem Militar de S. João de Malta (1734);
- Serão Político (1704 e 1723);
- Oriente ilustrado, primícias gentílicas.